# Kristina Lilley
Kristina Lilley (New York, 31. kolovoza, 1963.) kolumbijsko-američka je glumica. Hrvatskim je gledateljima najpoznatija po ulozi Grace Remington u telenoveli Tajna čokolade. Tečno govori engleski i španjolski jezik.

## Filmografija

### Televizijske uloge
- Plata o Plomo kao Beatriz (2010.)
- The Whole Truth kao Detektivka Winslow (2009.)
- El penúltimo beso kao Victoria Santamaria de Fernandez (2009.)
- Tajna čokolade kao Grace Remington (2007.)
- Oluja (La tormenta) kao Edelmira Carranza de Guerrero (2005.)
- Decisiones kao Gineth (2005.)
- Žena u ogledalu kao Regina Soler (2004.)
- Osveta ljubavi (Pasión de gavilanes) kao Gabriela Acevedo de Elizondo (2003. – 2004.)
- Dios se lo pague kao Ofelia Richerdson (1997.)
- La otra mitad del sol kao Soledad (1996.)
- Copas amargas kao Marcela Mejía (1996.)
- Las ejecutivas (1996.)
- Pasiones secretas kao Delfina Fonseca de Estevez (1994.)
- Señora Isabel (1993.)
- La casa de las dos palmas kao Matilde Herreros (1991.)
- Sangre de lobos (1991.)
- Azúcar kao Alejandrina Vallecila (1989.)

### Filmovi
- Rosario Tijeras kao Emiliova majka (2005.)
- Amores Ilicitos (2007.)
- The Whole Truth/Pelicula (2009.) kao detektivka Winslow

## Nagrade

### India Catalina
| Godina | Kategorija       | Telenovela      | Rezultat   |
| ------ | ---------------- | --------------- | ---------- |
| 1997.  | najbolja glumica | Copas Amarguras | pobjednica |

### Nagrada ACPFE
| Godina | Kategorija       | Telenovela      | Rezultat   |
| ------ | ---------------- | --------------- | ---------- |
| 1997.  | najbolja glumica | Copas Amarguras | pobjednica |

### Nagrada Orquidea
| Godina | Kategorija                   | Telenovela | Rezultat   |
| ------ | ---------------------------- | ---------- | ---------- |
| 2005.  | najbolja uloga antagonistice | Oluja      | pobjednica |